# Desemprego

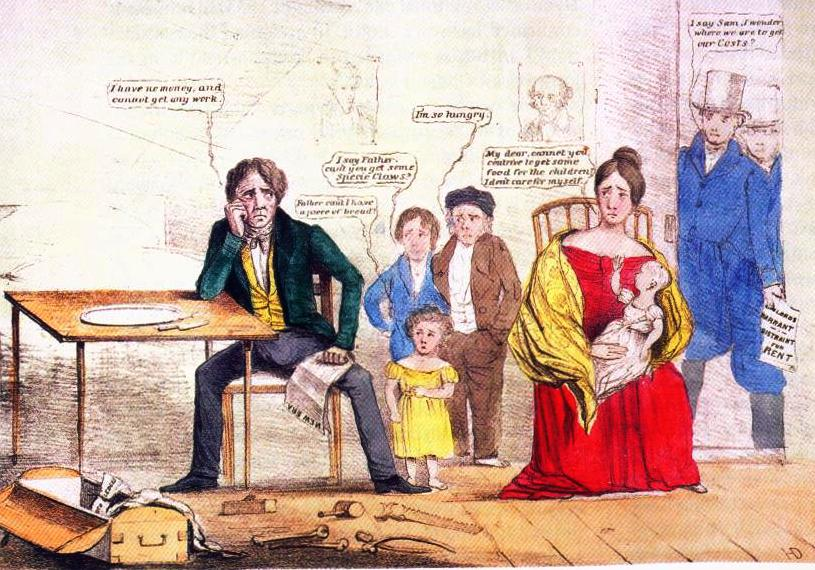
Um cartoon mostrando uma situação de desemprego em 1837 nos Estados Unidos

Desemprego, de acordo com a OCDE (a Organização para a Cooperação e Desenvolvimento Econômico), é a proporção de pessoas acima de uma determinada idade (geralmente 15 anos) que não estão em empregos remunerados ou trabalhando por conta própria, mas que estão disponíveis para trabalhar durante o período de referência.

## Tipos

### Desemprego natural
Segundo os preceitos da economia neoclássica, o desemprego natural é a taxa para a qual uma economia tende no longo prazo, sendo compatível com o estado de equilíbrio de pleno emprego e com a ausência de inflação. Nessa situação, há um número de trabalhadores sem emprego, mas a oferta e a demanda por emprego estão em equilíbrio. Para Milton Friedman, nessa taxa só se incluiriam os desempregos friccional e voluntário, sendo, nesse caso, inexistente, ou não relevante, os desempregos conhecidos como estrutural e conjuntural.

### Desemprego estrutural
O desemprego estrutural é uma forma de desemprego natural. Neste caso, existe um desequilíbrio permanente entre a oferta e a procura (de trabalhadores) que não é eliminado pela variação dos salários.
Resulta das mudanças da estrutura da economia. Estas provocam desajustamentos no emprego da mão de obra, assim como alterações na composição da economia associada ao desenvolvimento. A teoria econômica apresenta duas causas para este tipo de desemprego: insuficiência da procura de bens e de serviços e insuficiência de investimento em torno da combinação de fatores produtivos desfavoráveis.
Esse tipo de desemprego é mais comum em países desenvolvidos devido à grande mecanização das indústrias, reduzindo os postos de trabalho.
O desemprego causado pelas novas tecnologias - como a robótica e a informática - recebe o nome de "desemprego tecnológico". Ele não é resultado de uma crise econômica, e sim das novas formas de organização do trabalho e da produção. Tanto os países ricos quanto os pobres são afetados pelo desemprego estrutural, que é um dos mais graves problemas de nossos dias.
O crescimento econômico, ou melhor, a ausência dele, tem sido apontado como o principal fator para os altos níveis de desemprego no Brasil. Naturalmente, se conseguíssemos manter altas taxas de crescimento econômico, o país sanearia o problema do desemprego conjuntural. Contudo, o desemprego estrutural, aquele em que a vaga do trabalhador foi substituída por máquinas ou processos produtivos mais modernos, não se resolve apenas pelo crescimento econômico. Aquele trabalho executado por dezenas de trabalhadores até o início dos anos 1980 agora só necessita de um operador, ou, em outras palavras, dezenas de empregos transformaram-se em apenas um. É claro que se a economia estiver aquecida será mais fácil para estes trabalhadores encontrarem outros postos de trabalho.
É comum associar o desemprego estrutural ao setor industrial. Este setor deixa mais evidente a perda de postos de trabalho para máquinas ou novos processos de produção, porém isto ocorre também na agricultura e no setor de prestação de serviços.Em muitos lugares, inclusive no Brasil, culpa-se a tecnologia, que estaria roubando empregos e condenando os trabalhadores à indigência. Não há dúvida de que a tecnologia participa do processo, mas é um equívoco condená-la como a vilã do desemprego estrutural. A invenção do tear mecânico, da máquina a vapor ou do arado de ferro foram marcos que resultaram em um aumento significativo da produtividade e consequente redução de custos, permitindo a entrada de um enorme contingente de excluídos no mercado consumidor. Da mesma forma que sentimos hoje, o emprego sofreu impacto destes inventos há 150 anos.

### Desemprego conjuntural
O desemprego cíclico é transitório, ocorre durante alguns períodos. Pode ser calculado da seguinte forma:
Desemprego cíclico = Taxa de desemprego observada - taxa de desemprego natural
O desemprego cíclico está associado às flutuações da atividade econômica, ou seja, do produto interno bruto. Esse relacionamento é inversamente proporcional, como demonstrado na Lei de Okun, que demonstra a relação inversa entre a taxa de desemprego e os ciclos económicos (output gap). A taxa de desemprego diminui em períodos de expansão e aumenta em períodos de recessão.
A lei de Okun pode ser formulada da seguinte forma:
Taxa de desemprego observada - taxa de desemprego natural = - g (PIB efetivo/PIB potencial)
Onde g é uma função positiva qualquer.
Desta forma, podemos prever a taxa de inflação futura pela observação do ciclo económico presente.
Dado esta relação, podemos considerar que as causas e os problemas do desemprego cíclico são as causas e os problemas dos ciclos económicos.

### Desemprego friccional
O desemprego friccional resulta da mobilidade da mão de obra e pode ser componente do desemprego natural. Ocorre durante o período de tempo em que um ou mais indivíduos se desempregam de um trabalho para procurar outro. Também poderá ocorrer quando se atravessa um período de transição, de um trabalho para outro, dentro da mesma área, como acontece na construção civil.

## Medição
A taxa de desemprego representa a proporção de pessoas capazes de exercer uma profissão e que procuram um emprego remunerado, mas que, por diversas razões, não entram no mercado de trabalho. Também podem estar incluídos na taxa de desemprego aqueles que exercem trabalhos não remunerados. A taxa de desemprego é o número dos trabalhadores desempregados dividido pela força de trabalho total.
Na prática, medir o número de trabalhadores desempregados que procuram emprego é notoriamente difícil. Há diversos métodos diferentes para medir o número de trabalhadores desempregados. Cada método utiliza suas próprias polarizações e sistemas diferentes para fazer e comparar estatísticas do desemprego entre os países, em especial aqueles com sistemas diferentes.
A taxa de desemprego conjuntural aceitável gira em torno de 3%, segundo o conceito clássico de pleno emprego, defendido por William Beveridge, desde que se trate de pessoas que permaneçam desempregadas por um breve período de tempo, pessoas que usufruam de seguro-desemprego.

### Taxa de desemprego por regiões
A taxa de desemprego difere de país para país, porque cada um sofre uma conjuntura diferente e é sujeito a condições estruturais diferentes.
No Brasil, a taxa de desemprego é medida por diversos órgãos sendo que o indicador oficial é fornecido pelo Instituto Brasileiro de Geografia e Estatística.
| Zona do Euro                               | 7,46  | 7,48 | 9,41 |
| União Europeia                             | 7,12  | 6,92 | 8,91 |
| Países de renda alta                       | 5,60  | 5,87 | 8,05 |
| América Latina e Caribe                    | 7,07  | 6,80 | 7,98 |
| Oriente Médio e Norte da África            | 10,33 | 9,89 |      |
| América do Norte                           | 4,75  | 5,83 | 9,21 |
| Membros da OCDE                            | 5,65  | 5,95 | 8,19 |
| Fonte: Banco Mundial ((www.worldbank.org)) |       |      |      |

## Cenários nacionais

### Portugal
A taxa de desemprego em 2006 ficou acima das previsões do Governo de José Sócrates. O ano terminou com uma taxa de desemprego de 7,7%, mais 0,1 ponto percentual que os 7,6% previstos no Orçamento de Estado e no Pacto de Estabilidade e Crescimento (PEC) para 2006 e que a taxa registada em 2005, segundo os dados divulgados pelo Instituto Nacional de Estatística (INE).
De acordo com dados publicados pelo INE, os resultados obtidos no Inquérito ao Emprego referentes ao primeiro trimestre de 2007 mostram que a população ativa em Portugal aumentou 0,9% (abrangendo 49,0 mil indivíduos) relativamente ao trimestre homólogo de 2006, registando um acréscimo pouco expressivo face ao trimestre anterior.
O INE demonstra que a população desempregada em Portugal, estimada em 469,9 mil indivíduos no período em análise, registou um acréscimo homólogo de 9,4% (40,2 mil indivíduos) e trimestral de 2,5% (11,3 mil).
A taxa de desemprego foi estimada em 8,4%, no primeiro trimestre de 2007, superior em 0,7 pontos percentuais à do trimestre homólogo de 2006 e em 0,2 pontos percentuais à do trimestre anterior.

### Brasil
No Brasil, o desemprego possui um outro agravante, que é a migração de pessoas de uma região a outra em busca de oportunidades de trabalho. Isso se observa da região Nordeste para a Sudeste e do interior para as capitais nas regiões Centro-Oeste e Norte. A migração do interior menos rico para as capitais mais ricas também ocorre no Nordeste. O interior desta região envia migrantes tanto para as capitais quanto para outras regiões (enquanto o Maranhão, por exemplo, se foca na Amazônia Oriental em sua migração, os migrantes da Bahia se focam em São Paulo), ou seja, a região é heterogênea também nos fluxos migratórios.
O avanço da soja no Sul gerou uma latifundiarização que substituiu os minifúndios policultores baseados na colônia rural de povoamento europeu típica da Europa Central e regiões do mundo que desta recebeu povoadores, e isso gerou um fluxo migratório do Sul para o interior da América do Sul.